# ويس ماكليود
ويس ماكليود هو لاعب كرة قدم كندي في مركز الدفاع، ولد في 24 أكتوبر 1957 في فانكوفر في كندا. شارك مع منتخب كندا لكرة القدم. أما مع النوادي، فقد لعب مع تامبا باي راوديز ونيويورك كوسموس.

## وصلات خارجية
- ويس ماكليود على موقع الاتحاد الدولي (مؤرشف)  (الإنجليزية)
- ويس ماكليود على موقع ناشيونال فوتبول تيمز (الإنجليزية)
- ويس ماكليود على موقع عالم كرة القدم.نت (الإنجليزية)
- ويس ماكليود على موقع اللجنة الأولمبية الدولية (الإنجليزية)
- ويس ماكليود على موقع أوليمبيديا (الإنجليزية)